# بوب روز (لاعب كرة قدم أسترالية)
بوب روز (بالإنجليزية: Bob Rowse)‏ هو لاعب كرة قدم أسترالية أسترالي، ولد في 8 سبتمبر 1926، وتوفي في 5 مايو 2016.

## وصلات خارجية
- بوب روز على موقع AustralianFootball.com (الإنجليزية)
- بوب روز على موقع AFLtables.com (الإنجليزية)